# تيلكوم
تيلكوم (بالإنجليزية: Telkom)‏ (المعروفة سابقاً باسم تيلكوم موبايل، حيث تم تغيير اسمها من 8ta في عام 2013) هي شركة اتصالات متنقلة في جنوب أفريقيا. أُطلقت تيلكوم موبايل في أكتوبر 2010 وهي مملوكة من قبل شركة تيلكوم. تستخدم هواتف تيلكوم بادئات الاتصال من 0811 إلى 0819. وتتنافس تيلكوم موبايل في جنوب أفريقيا مع كل من إم تي إن جروب، فوداكوم، سيل سي وفيرجن موبايل.

## التكنولوجيا
توفر شبكة تيلكوم خدمات الصوت والبيانات عبر شبكتي الجيل الثاني والثالث موحدة. وقد أطلقت تيلكوم خدمة الجيل الرابع على نطاق التردد 2300 ميغاهرتز وتقدم سرعات تصل إلى 100 ميغابايت في الثانية.

## وصلات خارجية
- الموقع الرسمي